# Intercosmos
Intercosmos ("ИнтерКосмос" Interkosmos) a fost un program de explorare spațială a Uniunii Sovietice, pentru a permite membrilor forțelor armate ale statelor membre ale Pactului de la Varșovia să participe în misiuni de explorare spațială.